# 30371 Johngorman
30371 Johngorman è un asteroide della fascia principale. Scoperto nel 2000, presenta un'orbita caratterizzata da un semiasse maggiore pari a 2,3315966 UA e da un'eccentricità di 0,1163892, inclinata di 6,41011° rispetto all'eclittica.